# Angoisse (film, 1944)
Pour les articles homonymes, voir Angoisse (homonymie).
Pour plus de détails, voir Fiche technique et Distribution.

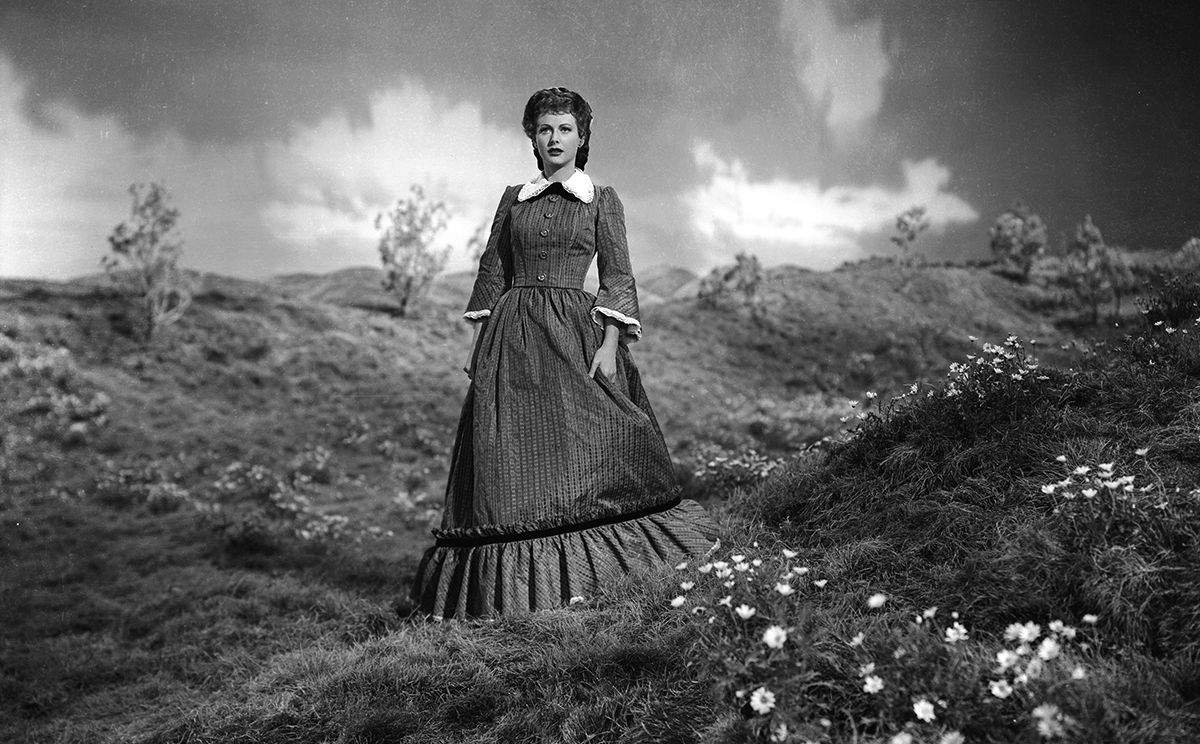
Hedy Lamarr

Angoisse (Experiment Perilous) est un film américain réalisé par Jacques Tourneur, sorti en 1944.

## Synopsis
Le Dr Hunt Bailey fait la connaissance de Cissie Bederaux dans le train qui roule vers New York. Peu de temps après, il apprend que Cissie est décédée d’une crise cardiaque chez son frère, Nick. Intrigué par cette mort brutale, Hunt s’arrange pour se faire inviter chez les Bederaux. Très vite, il soupçonne Nick de mentir à propos de la maladie mentale dont sa femme, Allida, serait atteinte. D’autant que les explications de Nick sont en contradiction avec les quelques confidences faites par Cissie dans le train. De là à soupçonner Nick d’être le meurtrier de Cissie il n’y a qu’un pas. Ce qui voudrait dire qu’Allida court, elle aussi, un grand danger.

## Fiche technique
- Titre original : Experiment Perilous
- Titre français : Angoisse
- Réalisation : Jacques Tourneur
- Scénario : Warren Duff, d'après le roman "Experiment Perilous" de Margaret Carpenter
- Direction artistique : Albert S. D'Agostino, Jack Okey
- Décors : Claude E. Carpenter et Darrell Silvera
- Costumes : Leah Rhodes (robes d'Hedy Lamarr) et Edward Stevenson
- Photographie : Tony Gaudio
- Son : John E. Tribby
- Musique : Roy Webb
- Montage : Ralph Dawson
- Producteur : Warren Duff
- Producteur exécutif : Robert Fellows
- Société de production : RKO Pictures
- Société de distribution : RKO Pictures
- Pays de production :  États-Unis
- Langue originale : anglais
- Format : Noir et blanc — 35 mm - 1,37:1 - Mono (RCA Sound System)
- Genre : Thriller, romance
- Durée : 91 minutes
- Dates de sortie : 
  - États-Unis : 29 décembre 1944
  - France : 9 juillet 1947
- Affiche : Georges Dastor (France)

## Distribution
- Hedy Lamarr : Allida Bederaux
- George Brent : le docteur Huntington Bailey
- Paul Lukas : Nick Bederaux
- Albert Dekker : Clag
- Carl Esmond : Maitland
- Olive Blakeney : Cissie
- George N. Neise : Alec
- Margaret Wycherly : Maggie
- Stephanie Bachelor : Elaine
- Mary Servoss : Mlle Wilson
- Julia Dean : Deria
- William Post Jr. : le procureur de district
- Billy Ward : Alec Bederaux
- Nolan Leary : Bellhop
- Edward Clark : le steward du train
- Broderick O'Farrell : Frank

Acteurs non crédités
- John Mylong : Nick Bederaux Sr.
- Georges Renavent : le professeur de chant
- Michael Visaroff : le maître de ballet

## Autour du film
- Pour les scènes où elle chante, Hedy Lamarr fut doublée par l'actrice Paula Raymond.
- The Cinema of Nightfall, Jacques Tourneur, (en) Chris Fujiwara, The Johns Hopkins University press, 2000, P. 112 - 122

## Récompenses
- Nomination à l'Oscar de la meilleure direction artistique et meilleurs décors (Albert S. D'Agostino, Jack Okey, Darrell Silvera et Claude E. Carpenter) en 1946.